# Embarcadero Paso Florentín
Embarcadero Paso Florentín es una estación ferroviaria ubicada en la localidad de Paso Florentín, en el Departamento General Paz de la Provincia de Corrientes, República Argentina. 

## Servicios
Se encuentra precedida por el Apeadero Loma Alta y le sigue la Estación General Paz.